# Église Notre-Dame de Mont-devant-Sassey
L'église Notre-Dame est une église catholique millénaire, située à Mont-devant-Sassey, en France.

## Localisation
L'église est située dans le département français de la Meuse, sur la commune de Mont-devant-Sassey, entre Dun-sur-Meuse et Stenay.

## Historique
Authentique église du XIe siècle, fondée sur les ruines d'un sanctuaire celtique datant d'avant le VIe, date où Dagobert II chassa les Celtes des marches du royaume des Francs. Bâtie dès le XIe par les dames chanoinesses d'Andenne, consécutivement aux invasions normandes.
Savant mélange de roman, de gothique et de Renaissance pour les parties les plus récentes, elle se décompose comme suit :
- XIe : crypte[2].
- XIIe : chœur, abside, absidiole.
- XIIIe : transept, nef et portail.
- XIVe : ajout d'un toit de pierre à la nef, clocher[3], travées latérales, portail (un des deux derniers portails de Lorraine, avec Avioth, à avoir conservé sa statuaire d'origine).
- XVe/XVIe : fortification.
- XVIIIe : ajout d'une extension au portail[4].

Bâtie sur le modèle architectural des cathédrales de Verdun ou de Trèves (plan roman-rhénan), son chœur est d'ailleurs une copie conforme de l'ancien chœur oriental de Verdun, ses cotes sont pour le moins impressionnantes :
- longueur : 37 m
- largeur : 19 m
- clocher : 38 m

Multiples sépultures, meubles et statues, ainsi qu'une imposante tribune d'orgue (Facteurs : Haerpfer Frédéric, reconstruction 1928; Schilstra Jean, restauration 1983), se trouvent actuellement à l'intérieur :
Monuments funéraires :
Dalle funéraire de Jean François Galopin, curé de Mont de 1684 à 1736.
Dalle funéraire de Gabriel Person, curé de Mont de 1737 à 1770.
Monument funéraire de Pierre Quarrére.
Plaque funéraire de Jacques de Saint-Bossant.
Statues :
Statue : Vierge de Pitié.
Statue Vierge à l'enfant en majesté.
Statue Vierge à l'Enfant assise.
Statue Saint Vincent.
Statue Saint Roch.
2 statues : Christ aux liens dit Ecce Homo, Vierge à l'Enfant.
3 statues : Saint Paul, Saint Pierre, le curé Martel en donateur.
Chaire à prêcher.
- Peinture monumentale : le Martyre de saint Quentin et autres saints[18].

Visitable quotidiennement de mai à septembre sur demande (plus de renseignements sur le site mont-devant-sassey.fr), elle voit passer plus de 12 000 visiteurs chaque année sur son parvis.
L'édifice est classé au titre des monuments historiques par la liste de 1875.
Une association loi 1901, composée de bénévoles, entoure le maire pour les travaux d'entretien et de réhabilitation (site : mont-devant-sassey.fr).

### Sources et bibliographie
- Hubert Collin, "Mont-devant-Sassey, église Notre-Dame", dans Congrès archéologique de France. 149e session. Les Trois-Évêchés et l'ancien duché de Bar. 1991, p. 229-239, Société française d'archéologie, Paris, 1995, (lire en ligne)